# Tulbaghia leucantha
Tulbaghia leucantha är en amaryllisväxtart som beskrevs av John Gilbert Baker. Tulbaghia leucantha ingår i släktet Tulbaghia och familjen amaryllisväxter. Inga underarter finns listade i Catalogue of Life.